# Peucetia maculifera
Peucetia maculifera là một loài nhện trong họ Oxyopidae.
Loài này thuộc chi Peucetia. Peucetia maculifera được Mary Agard Pocock miêu tả năm 1900.